# Kállay Péter
Nagykállói Kállay Péter (Oros, 1764. február 23. – Pest, 1837. augusztus 2.) magyar földbirtokos, császári és királyi kamarás.

## Élete
1764. február 23-án született a Szabolcs vármegyei, ma Nyíregyházához tartozó Oroson, a nagy múltú, nagykállói előnevet viselő Kállay családban. Szülei nagykállói Kállay József (1725k.–1786k.) és csapói Kun Terézia (1736k.–1796k.) voltak, akiknek nyolc ismert gyermeke közül a legfiatalabbak egyike volt. Legalább öt testvére idősebb volt nála, közüluk az elsőszülött Anna Krisztina (1756–?) sorsa nem ismert, a többi idősebb testvér – Zsuzsanna (1757–1790; Vécsey Gáborné), Antal (1760–1825); Róza (1762–1790) és Gábor (1762–1841) – megérte a felnőttkort, legalább hárman családot is alapítottak. További két testvérének (Zsigmond és Borbála) a születési ideje nem ismert, de az 1790-es években ők is megházasodtak. 
Pontosan nem ismert időben és helyen – bizonyára 1792 előtt – kötött házasságot, felesége kesselőkeői Majthényi Lucia (1768–1853), Majthényi Károly (1722–1792) és Beleznai Anna Mária (1727–1794) lánya – tizenegy közös gyermekük közül valószínűleg a legfiatalabb – lett. Házasságukból hét gyermek született: Kállay Péter (1792–1868), Kállay József (1793–?), Kállay Ágoston (1795–?), Kállay Karolina (1796–?, Kállay Lipótné), Kállay Antónia (1800–1866, Marczibányi Lőrincné), Kállay Johanna (1800–1880, Majthényi Flóriánné) és Kállay Alajos (?–?). A fiúk közül József nem alapított családot, az ifjabb Péter viszont háromszor is házasodott és 12 gyermeke születésére van adat; Ágoston felesége Bánffy Johanna, Alajosé pedig felsőeőri Márkus Julianna volt.
Felesége öröksége révén földesura lett a korábbi Majthényi-birtoktestek egy részének, köztük Solymárnak is. Mezőtúron ő építtette a mai Túri Fazekas Múzeumnak helyet adó, klasszicizáló stílusú épületet, a Kállay–Bolváry-kúriát.
1837. augusztus 2-án hunyt el – 74. életévében – Pesten, de a halálát, mint solymári földesúrét, a solymári római katolikus egyházközség halotti anyakönyvébe jegyezték be; halála oka a bejegyzés szerint „hydrops pectoralis”, búcsúztató papja „reverendissimus” Majthényi Antal apát volt.
```
„Illustrissime Dominus D. Petrus Kállay de Nagy-Kálló, Coniux Illustrissimae D. Luciae Majthényi de Kesseleőkeő; Ecclesiae Solmár gratiosissimus Patronus” 
(eredeti helyesírású részletek a halálozási anyakönyvi bejegyzéséből)
[
1
]
```

Földi maradványait a solymári kegytemplom kriptájában helyezték örök nyugalomra.